# توم أندرسون (لاعب كرة قدم)
توم أندرسون (بالإنجليزية: Tom Anderson) (2 سبتمبر 1993 في المملكة المتحدة - ) هو لاعب كرة قدم بريطاني في مركز الدفاع. لعب مع نادي بيرنلي ونادي تشيسترفيلد ونادي كارلايل يونايتد ونادي هايد إف سي ونادي بارو ولينكولن سيتي أف سي وإف سي هاليفاكس تاون.

## وصلات خارجية
- توم أندرسون على موقع قاعدة بيانات كرة القدم.إي يو (الإنجليزية)
- توم أندرسون على موقع Soccerbase.com (لاعب) (الإنجليزية)
- توم أندرسون على موقع Soccerway.com (الإنجليزية)